# DeFiChain
 (avril 2022).
DeFiChain est une chaîne de blocs décentralisée basée sur la preuve d'enjeu. Dans la mesure où il s'agit d'un fork de la chaîne de blocs de Bitcoin, la DeFiChain permet de mettre en œuvre des applications plus avancées par le biais de transactions individuelles, également connues sous le nom de transactions DeFi (DfTx) Celles-ci comprennent les prêts décentralisés, le placement d'actifs tels que des actions et la participation à un consensus de preuve d'enjeu, ce que l'on appelle couramment « staking ». De plus, la DeFiChain a intégré sa propre bourse de commerce décentralisée, qui permet l'échange de différents jetons sur la chaîne de blocs. Le jeton en vigueur sur la DeFiChain est DFI. Il est négocié entre autres sur les marchés KuCoin, Bittrex et DFX.

## Fonctionnement
À l'instar d'autres projets de blockchain, la DeFiChain se base sur le code source de la blockchain Bitcoin. En tant que fork, elle se sert de toutes les fonctionnalités de Bitcoin et en étend le fonctionnement par des jeux d'instructions individuels. Outre les fonctions de base, la DeFiChain, tout comme la blockchain de Bitcoin, n'est pas complète au sens de Turing. Par conséquent, les extensions de fonctions doivent être conçues et développées au niveau du consensus de la blockchain et non pas au niveau d'une machine virtuelle dotée d'un pouvoir de turing, comme c'est généralement le cas pour les blockchains de type Ethereum. Il en résulte un système de blockchain axé sur une fonctionnalité limitée de finance décentralisée peu exposée aux attaques. DeFiChain n'était pas compatible avec les Ethereum Virtual Machines (EVM) jusqu'au passage à une nouvelle architecture en 2023. Une autre fonction importante de DeFiChain est l'« Anchoring ». Les utilisateurs de la DeFiChain sont récompensés pour avoir ancré l'arbre de Merkle du DeFiChain dans la blockchain de Bitcoin, afin de profiter de sa sécurité et de garantir une comparaison des données. Contrairement à Ethereum ou Bitcoin, la DeFiChain n'utilise pas un processus de consensus de type preuve de travail, mais un processus de consensus preuve d'enjeu, qui ne nécessite pas d'exploration intensive de données.

## Historique
En octobre 2019, le livre blanc sur la DeFiChain a été publié et, peu après, la fondation DeFiChain a été créée. Le 11 mai 2020, la blockchain est devenue active en distribuant environ 600 millions de pièces DFI à des partenaires tels que CakeDeFi. Les pièces ont été mises en circulation via les AirDrops de ces partenaires et sont ainsi entrées pour la première fois en possession des utilisateurs. En juin 2020, DFI a été négocié publiquement pour la première fois sur Exchange Latoken. En septembre, il a été listé sur Exchange Bitrue, suivi en octobre d'un listing sur Bittrex. Avec le hard fork « Bayfront » en novembre 2020, il a été possible pour la première fois d'utiliser l'échange décentralisé de DeFiChain. Cela permet également ce que l'on appelle Liquidity Mining ou Yield Farming. De mi-décembre 2020 à mi-janvier 2021, DFI a pu réaliser une augmentation de valeur de plus de 400 %.
En janvier 2021, la cotation sur KuCoin a suivi. En mars 2021, Bitcoin Anchoring a pu être implémenté. Le 30 mars 2021, DeFiChain a publié une version DFI conforme à la norme ERC-20, basée sur la blockchain Ethereum. Fin avril 2021, il a été annoncé que le staking de DFI sur la plateforme d'échange KuCoin serait possible à partir du 29 avril 2021. En septembre 2021, Business Standard a rapporté que des parts d'actions (appelées tokenized stocks) d'entreprises du Nasdaq pouvaient être négociées sous forme de jetons DFI via DeFiChain. Ce ne sont pas les actions des entreprises elles-mêmes qui sont négociées, mais uniquement les valeurs de ces actions sous forme de DFI. En agissant ainsi, la voie traditionnelle du négoce via un courtier est ainsi contournée. Le Nasdaq transmet à cet effet son flux de prix de manière automatisée à DeFiChain,.